# 多枝紫金牛
多枝紫金牛（学名：Ardisia sieboldii），为報春花科紫金牛属下的一个种。也称东南紫金牛、树杞。高达6米以上的灌木。